# La Bérarde

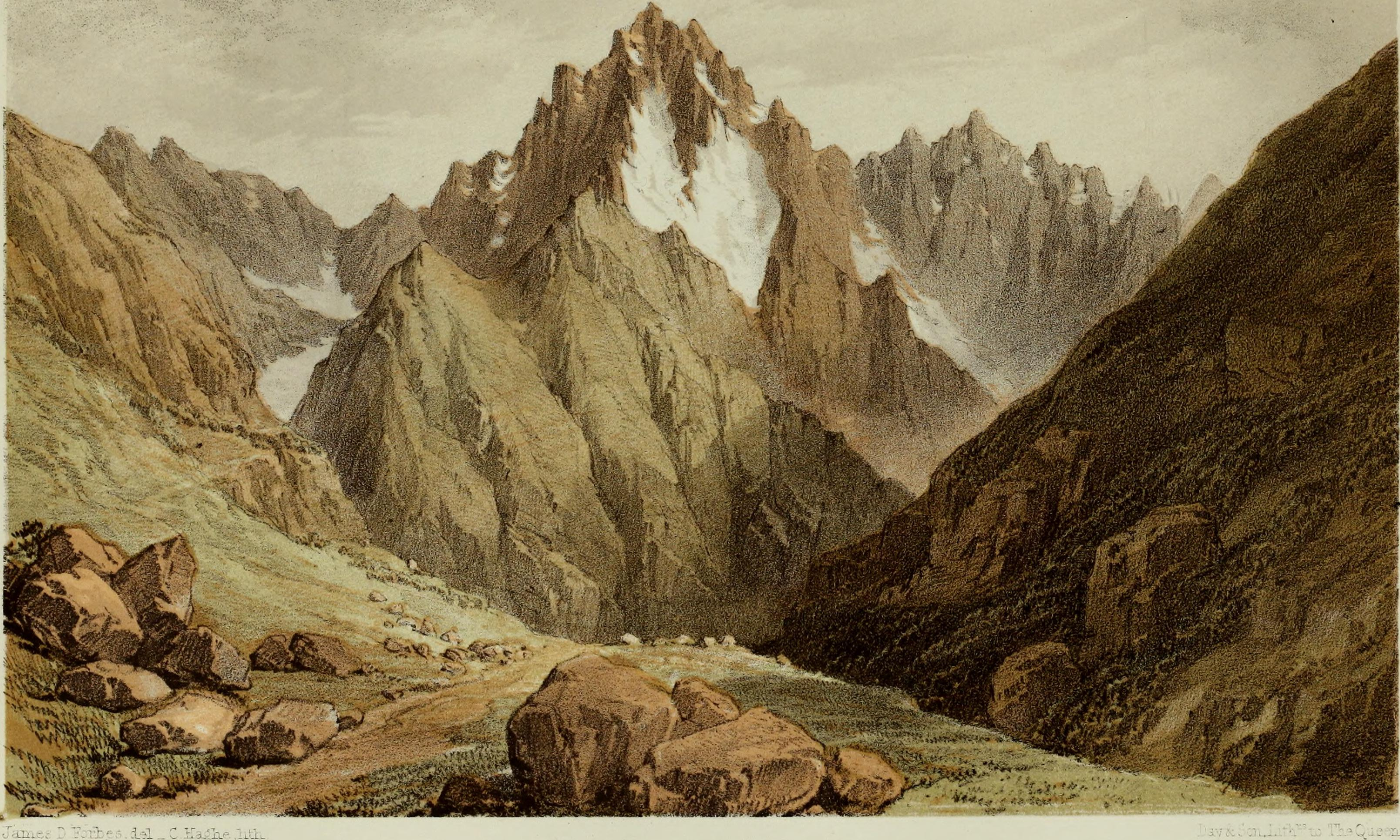
«Vall de la Bérarde», imatge extreta de l'obra "Norway and its glaciers, visited in 1851 - followed by journals of excursions in the high Alps of Dauphné, Berne and Savoy, 1853.

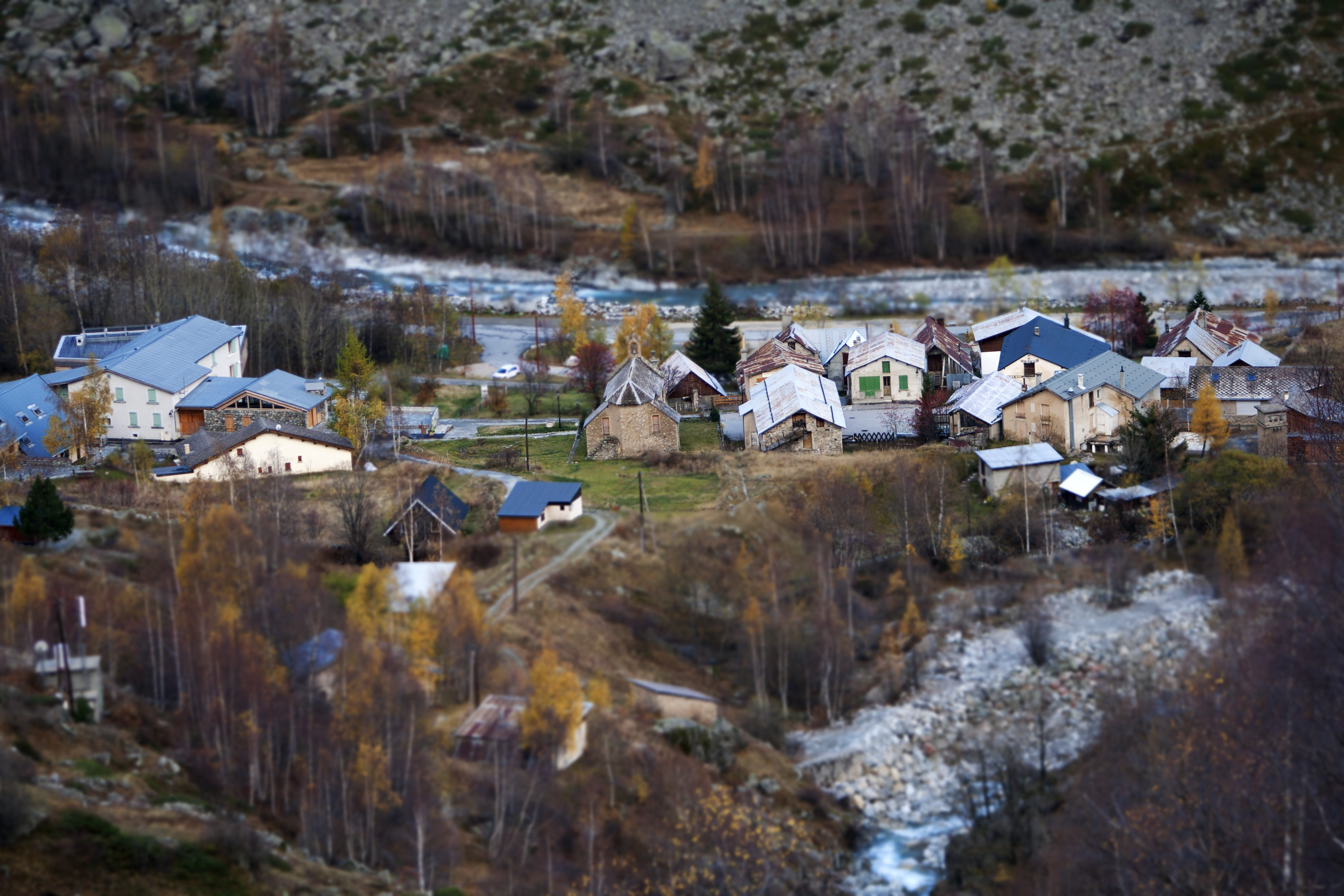
El caseriu de la Bérarde.

La Bérarde és un caseriu del municipi de Sant Cristòu (Isèra), al departament francès de l'Isèra. Situat a 1727 m d'altitud, a la vall del Vénéon i al cor del massís dels Écrins, als Alps. És un centre molt conegut per a la pràctica de l'alpinisme i l'escalada.
Cinc refugis de muntanya són accessibles des de la sortida de la Bérarde: el refugi del Châtelleret, el refugi del Promontori, el refugi del Carrelet, el refugi Temple-Écrins i el Refugi de la Pilatte.
Aquest lloc és tanmateix una entrada del parc nacional dels Écrins, del qual el « parc forestal de la Bérarde » en va presagiar la seva creació l'any 1913.

## Accés

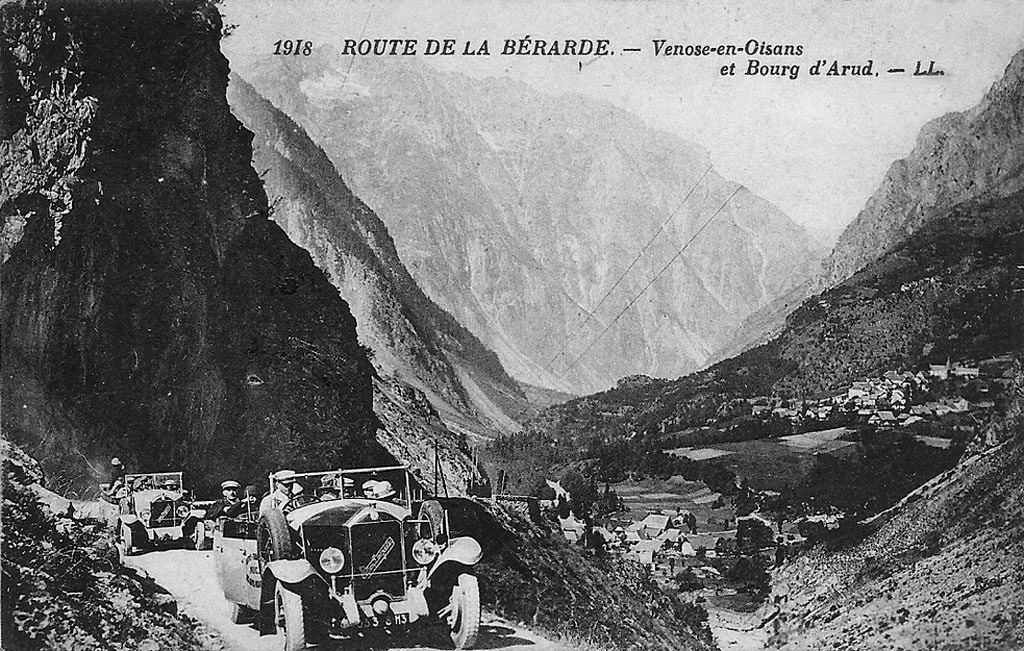
La Carretera de la Bérarde al començament del. Venosc i Bourg de Arud al plànol posterior.

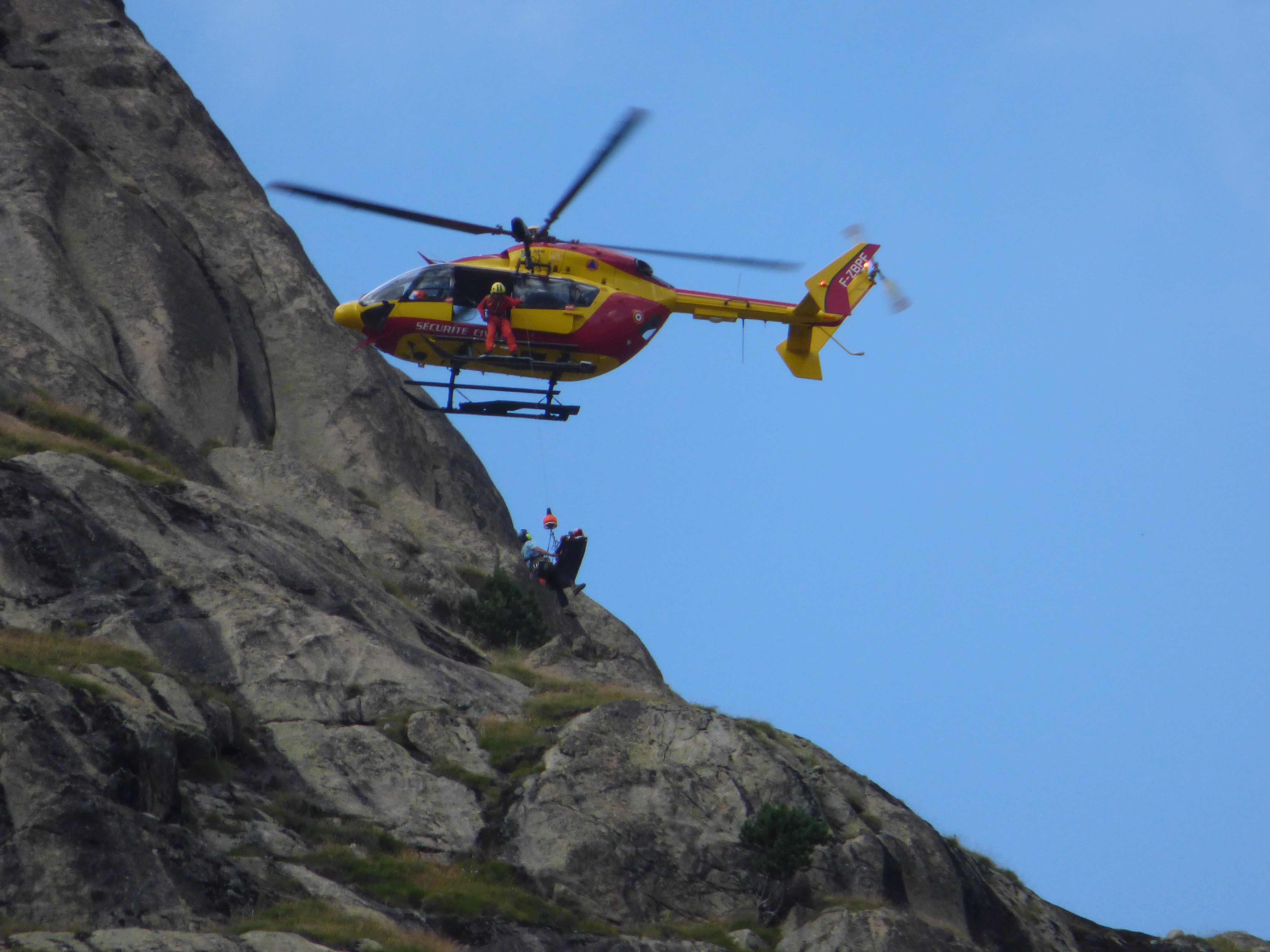
Auxili de muntanya en helicòpter amb aparell EC 145 de la seguretat civil de l'Isèra i un equipament de la CRS Alps a la Bérarde, al massís dels Écrins.

Situat a una trentena de quilòmetre, Sant Cristòu (Isèra), l'accés a la Bérarde es fa per una petita carretera de muntanya molt pintoresca i relativament estreta.
Aquesta carretera queda regularment tallada a l'hivern a partir del caseriu de Prés-Clos amb motiu de la neu i dels nombrosos canals d'allau.

## Destrucció
Les pluges torrencials i les esllavissades de terra han destruït La Bérarde el 21 de juny de 2024. Carreteres i ponts s'han arrasat. Les cases estan en ruïnes.

## Activitats
La Bérarde proposa moltes activitats exteriors, entre les quals: el senderisme, l'escalada i el muntanyisme. El Vénéon, riu que travessa el caseriu, permet de practicar el ràfting i altres esports nàutics

## Alpinisme
D'altitud elevada i envoltada de cimeres compreses entre els 3000 i 4000 m, La Bérarde, punt de sortida de carreres entre les més boniques del massís dels Écrins (la Meije, les Bans, ...), ha esdevingut amb Chamonix o La Greu un dels grans centres francesos per a la pràctica de l'alpinisme.

## El lloc a les obres d'art

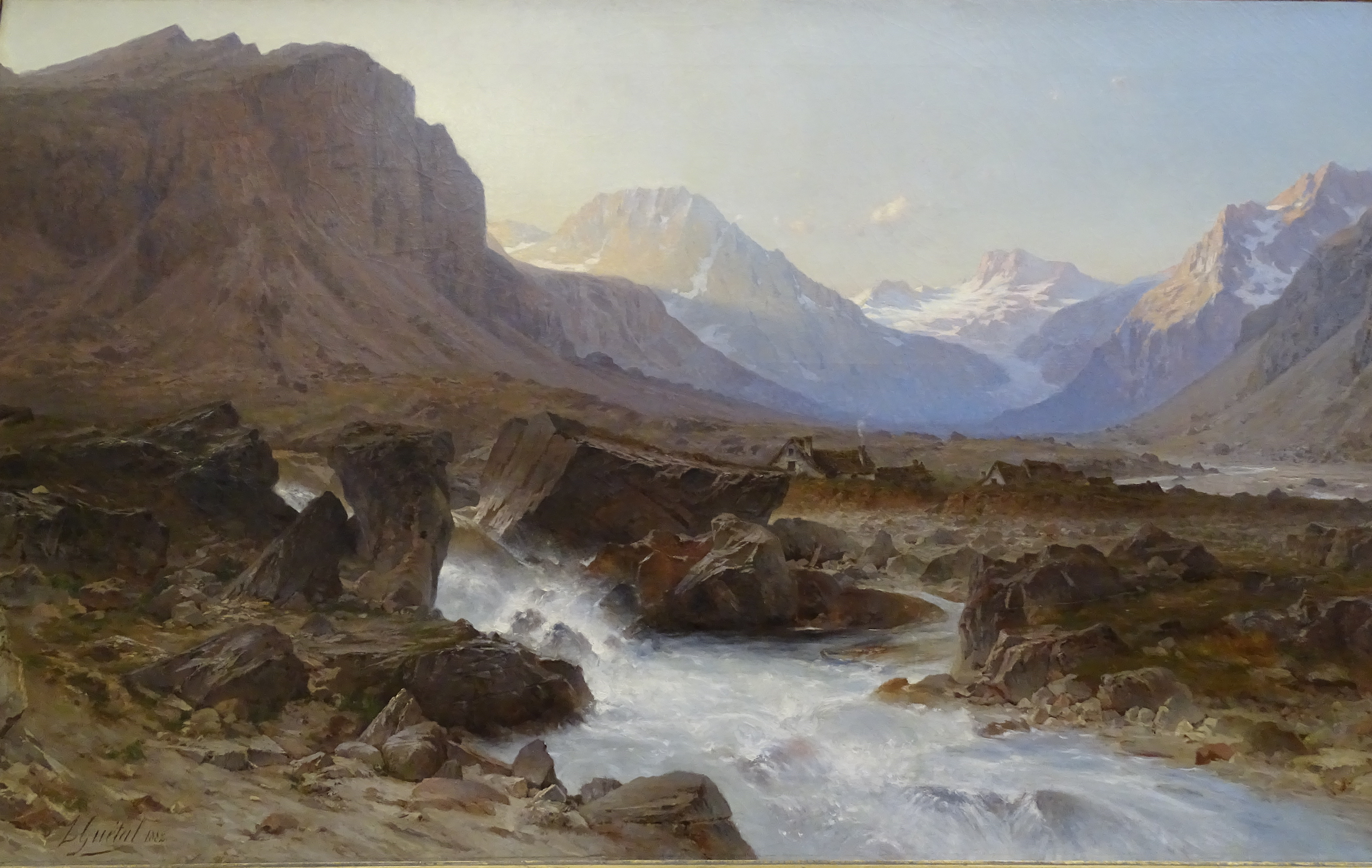
La Bérarde en Oisans, quadre de Laurent Guétal, Museu de Grenoble